# Górki Pęcławskie
Górki Pęcławskie – wieś w Polsce położona w województwie łódzkim, w powiecie łęczyckim, w gminie Piątek.
Prywatna wieś szlachecka Górki położona była w drugiej połowie XVI wieku w powiecie orłowskim województwa łęczyckiego. W latach 1975–1998 miejscowość administracyjnie należała do województwa płockiego.